# Dactilologia
La dactilologia (del grec daktilos, 'dit', i logia, 'discurs', 'parlar amb els dits') és un sistema de comunicació que transmet informació mitjançant l'ús dels dits de la mà. Aquest sistema forma part de la querologia dels llenguatges signats, i també s'utilitza en signes artificials d'informació (àrbitres d'esports, senyals militars, etc.), en formes de càlcul matemàtic manual, etc.
Al llarg de la història de la humanitat, hi ha constància de diferents sistemes dactilològics per a diverses finalitats, la gran majoria concebuts per al recompte numèric, la representació d'alfabets, de sons musicals, o comunicacions xifrades. Tots aquestos s'han classificat en dos tipus principals de dactilologia:
- Dactilologia simbòlica: representa una sèrie de conceptes mitjançant la simbolització de cada part diferent de la mà o del cos, la qual s'assenyala. És a dir, aquest codi únicament és entenedor si ja hi ha una idea preconcebuda o ensenyada que una part del cos signifique quelcom. Per exemple, en l'actual alfabet dialectològic anglès, l'assenyalament amb el dit índex de la mà dominant sobre un dels dits de l'altra mà significa una de les lletres vocals de l'alfabet llatí. Només aquells que hagen après prèviament aquest codi podran entendre el seu significat, per tant, l'alfabet dactilològic anglès és de base simbòlica. També serien de caràcter simbòlic aquells sistemes dialectològics utilitzats en el passat per a fer comunicacions xifrades.

- Dactilologia icònica: representa una sèrie de conceptes mitjançant una configuració de les mans que mira d'imitar visualment el mateix concepte (si és material) o un altre símbol gràfic que representaria el mateix concepte. És a dir, aquest codi té alguna possibilitat de ser entès sense idees preconcebudes ni ensenyament, almenys de manera secundària, atesa la iconocitat del símbol. Per exemple, en l'alfabet dialectològic de Bonet (emprat a Catalunya o al País Valencià), la configuració d'una mà amb la lletra "a" imita el símbol gràfic del sistema d'escriptura emprat a la impremta, especialment en minúscula, de tipus gòtic, i itàlica. Altres exemples en podrien ser: la comunicació no verbal dels futbolistes durant un partit, expressant el concepte material del baló amb les seues mans indicant la seua forma geomètrica; el signe de victòria que es fa amb els dits de la mà imitant la lletra "v", etc.